# Los pacientes del doctor García
Los pacientes del doctor García es una novela de la escritora española Almudena Grandes publicada en el año 2017. Forma parte de la serie Episodios de una guerra interminable, de la cual forman parte también Inés y la alegría (2010), El lector de Julio Verne (2012) y Las tres bodas de Manolita (2014).

## Argumento
El Doctor Guillermo García vive en Madrid tras la victoria de Franco bajo una identidad falsa que le libró del paredón, proporcionada por su mejor amigo Manuel Arroyo Benítez, un republicano exiliado al que le había salvado la vida en el año 1937.
Pese a que creen no volverse a encontrar, Manuel vuelve del exilio en 1946 con la misión de infiltrarse en una organización clandestina de evasión de criminales de guerra y prófugos del Tercer Reich, dirigida desde Madrid por la falangista alemana y española, Clara Stauffer.
Influenciado por su amigo, el doctor García también se infiltra en la organización, a la vez que se cruza en sus destinos la vida de otro español, Adrián Gallardo Ortega, antiguo boxeador profesional antes de alistarse en la División Azul que vive ajeno a la intención de alguien de suplantarle la identidad para huir a Argentina.
Los pacientes del doctor García recorre la historia de diversos países de casi todo el mundo como España, Francia, Argentina, Inglaterra, Estados Unidos o Alemania; mientras entrelaza hechos rigurosamente auténticos, que abarcan desde los años 30 hasta la Transición española, con personajes inventados en los capítulos de ficción.
Todos estos componentes forman parte de una gran trama de espionaje que, sin duda, constituyen una de las obras más estremecedoras, complejas e internacionales de Almudena Grandes.

## Adaptaciones
La novela fue adaptada para televisión en 2023, con Javier Rey y Verónica Echegui.

## Premios
- Premio Nacional de Narrativa (2018).[2]